# Répondez-moi
Répondez-moi (französisch für Antwortet mir) ist ein französischsprachiger Popsong, der vom Schweizer Sänger Gjon’s Tears interpretiert wurde. Mit dem Titel sollte er die Schweiz beim Eurovision Song Contest 2020 in Rotterdam vertreten.

## Hintergrund und Produktion
Das Schweizer Radio und Fernsehen rief bereits im zweiten Halbjahr 2019 Interpreten und Komponisten dazu auf, sich für 2020 zu bewerben. Der Titel werde intern zur Hälfte aus Zuschauern und Juroren bestimmt. Insgesamt wurden 515 Songs eingereicht.
Am 4. März 2020 gab man bekannt, dass Gjon’s Tears die Schweiz beim Eurovision Song Contest mit dem Titel Répondez-moi vertreten werde. Er schrieb ihn zusammen mit Alizé Oswald, Xavier Michel und Jeroen Swinnen. Letzterer führte mit Pele Loriano die Produktion. Abgemischt wurde der Song von Werner Pensaert.

## Musik und Text
Répondez-moi wird vom Musikverlag als mystisch und intensiv beschrieben. Der Text ist vollständig in Französisch. Zuletzt sang Michael von der Heide einen französischsprachigen Song für die Schweiz beim Grand Prix.
Für den Sänger sei das Thema des Liedes sehr persönlich, aber universell und spreche jeden an:

«Jeder fragt sich doch, warum wir genau hier sind, woher wir kommen, wohin wir gehen. Besonders für Menschen mit Migrationshintergrund sind das essenzielle Fragen. Meine Eltern stammen aus Albanien und aus dem Kosovo. Auch wenn ich in der Schweiz aufgewachsen bin und hier meine Heimat ist, sind das Themen, die mich sehr beschäftigen.»

Die Instrumentierung ist in der ersten Strophe und der ersten Wiederholung des Refrains zurückgehalten. Zur zweiten Strophe setzt das Schlagzeug ein und die Streicher werden intensiver. In der Bridge wird Gjon’s Tears nur vom Klavier begleitet, ehe in der letzten Wiederholung des Refrains der Chor zur Begleitung einsetzt. Der Sänger stellt in den Strophen verschieden existenzielle Fragen und bittet im Refrain um Antworten und „keine leeren Phrasen“.

## Beim Eurovision Song Contest
Die Schweiz hätte im zweiten Halbfinale des Eurovision Song Contest 2020 mit diesem Lied auftreten sollen. Aufgrund der fortschreitenden COVID-19-Pandemie wurde der Wettbewerb jedoch abgesagt. Die Choreografie sollte von Sacha Jean-Baptiste entwickelt werden.

## Rezeption
Laut Philippe Zweifel des Tages-Anzeigers sei Répondez-moi „ein gut geschmiertes ESC-Powerliedchen“. Während die französische Sprache ein Nachteil sei, könne die Abstammung des Interpreten wiederum einen Vorteil darstellen. Stefan Künzli von der Aargauer Zeitung beschreibt den Song als „Gegenstück“ zu Luca Hännis She Got Me, nämlich als „langsamer, mystischer und melancholischer Titel mit Balkan-Flair“. Der Interpret habe eine „ausserordentlich schöne, hohe Stimme und wechselt gekonnt zwischen Kopf- und Bauchstimme“. Der Song lebe von seiner raffinierten Dynamik, höre aber unvermittelt und überraschend auf.
Der Fanblog ESCXtra sagt, man könne das Lied am besten genießen, wenn man weinend unter der Dusche stehe. Die Entdeckung einens Künstlers und Liedes wie im Falle der Schweiz sei, wie im Lotto zu gewinnen. Laut Eurovisionary sei es schade, dass der Beitrag nach der Absage des Eurovision Song Contest „verschwendet“ worden sei. Man hoffe, dass Gjon’s Tears im Folgejahr mit einem genauso guten Lied zurückkomme. Auf der anderen Seite wurde kritisiert, dass das Lied erst zum Ende toll werde, es aber dann schon zu spät sei. ESC Kompakt meint, dass der Sänger das Lied ganz alleine tragen müsse und dies ausgezeichnet mache. Ein Rezensent schreibt wiederum, er habe den Beitrag beim ersten Hören „sogar als schlimm und anstrengend“ für seine Ohren empfunden und kritisierte die „weinerliche Stimme, besonders in den hohen Bereichen“. Ebenfalls könne man die Kritik zu Arcade aus dem letzten Jahr wiederholen, welche den Song als „selbstmitleidiges Kopfstimmen-Gewimmer zu einem bisweilen modernen Sound“ beschrieb.

## Veröffentlichung
Titel und Musikvideo wurden am 4. März 2020 vorgestellt. Es wurde unter der Regie von Janine Piguet gedreht, welche auch das Drehbuch schrieb. Das Video ist in schwarz-weiß gehalten. Man habe sich am Werk von Andrei Tarkowski inspiriert. Ein Teil des Videos wurde in der Bibliothek von Freiburg im Üechtland gedreht. Die Regisseurin äußerte sich zur Wahl des Drehortes wie folgt:

“And we chose to direct a part of this clip in the library because there are so many books and when you have questions, where do you go? You go in a library and you try to answer. So you walk in the book shelves and … I don't know. Maybe you pick up something. You wonder if maybe this is going to answer your questions.”

„Wir haben uns entschlossen, einen Teil des Videos in der Bibliothek zu drehen, weil es hier so viele Bücher gibt und wohin geht man, wenn man Fragen hat? Man geht in eine Bibliothek und versucht, Antworten zu finden. Man bewegt sich zwischen den Bücherregalen und vielleicht nimmt man hier ein Buch. Man fragt sich, ob es seine Fragen beantworten wird.“

Im Video sind außerdem die Eltern sowie der Bruder und die Großmutter des Sängers zu sehen.
Am 26. März veröffentlichte Gjon’s Tears eine Akustikversion.

## Kommerzieller Erfolg
| ChartsChartplatzierungen | Höchstplatzierung | Wochen |
| ------------------------ | ----------------- | ------ |
| Schweiz (IFPI)           | 42 (2 Wo.)        | 2      |